# Club Atlético Estación (Minas)
El Club Atlético Estación Es una institución deportiva de la ciudad uruguaya de Minas dedicándose principalmente al fútbol, las otras disciplinas son ciclismo y atletismo.

## Reseña histórica
Anterior a su fundación existía próximo a la estación de tren el club Sol de América que competía en campeonatos comerciales y no estaba afiliado a la liga y es así que surge, por inquietud de algunos vecinos de crear un club con más competencia aunque se toma como fecha de inauguración aquella en que apareció el nombre Estación. Se elige este nombre por encontrarse el campo de juego frente a la estación de ferrocarril en la esquina de Avenida Artigas y Ugolini, precisamente el emblema de la institución tiene las leyendas en blanco: "Club A. Estación" y "Minas" y la locomotora sobre un escudo rojo, color con el que se identifica al club. Se afilia a la Liga Departamental de Fútbol de Lavalleja y compite en el Campeonato Minuano de fútbol más tarde la liga pasa a llamarse Liga Minuana de Fútbol. Actualmente compite en dicho campeonato en mayores y en divisiones formativas. Su sede y su salón multiuso se encuentran adelante de su campo de juego. Su clásico rival  es el club atlético barrio olímpico con el cual disputan el partido más importante de la ciudad.

### Hitos
- 1929 - Se funda el club y el sr. Olegario Píriz fue su primer presidente.
- 1936 - Logra su primer campeonato de la divisional "A".
- 1961 - Obtiene personería jurídica.
- 1995 - Se construye una pequeña tribuna al borde de su campo de juego.
- 2004 - Se instala la red lumínica en su estadio.
- 2011 - Se lanza el Club Ciclista Estación de Lavalleja.

## Uniforme
- Uniforme titular: La camiseta es roja con vivos blancos y el pantalón y las medias son rojos.

## Palmarés[2]
- Campeonato Minuano (10): 1936, 1943, 1944, 1945, 1950, 1952, 1954, 1984 ,2009 y 2018

Expreso Rojo (se lo llama así porque ostenta un récord inédito de 84 partidos invictos.
- Campeonato Gonzalo Gardil (1): 1947.

Total títulos oficiales (11)

### Participación en Copa El País
El ferrocarrilero clasificó en dos oportunidades a la Copa El País, máximo torneo de clubes del interior. Gracias a los títulos del Campeonato Minuano en 1984 y 2009 obtuvo el derecho a jugar en las ediciones de la copa en los años siguientes.
En el campeonato de 1985 quedó eliminado en primera fase tras un empate a 1 de local frente a Treinta y Tres Fútbol Club de esa ciudad y perder de visita por 3 a 0. Para la edición del 2010 declinó participar por razones económicas

## Desarrollo del Ciclismo
A fines del año 2010 se designó a una subcomisión para crear un equipo ciclista. El 4 de marzo de 2011 en la Confitería Irisarri se presentó el Club Ciclista Estación de Lavalleja, asistieron directivos tanto del club como de la subcomisión, ciclistas, entrenadores y contó con la presencia del señor Federico Moreira presidente de la Federación Ciclista Uruguaya. Al nombre del club se le agregó: "de Lavalleja" con la intención de darle una impronta departamental ya que es el único en ese departamento. Las primeras participaciones en carreras de relevacia fueron en Rutas de América 2011 y de la Vuelta Ciclista del Uruguay 2011.

## Prensa del club
La publicación "Expreso Rojo" se edita desde el 2001 y se trata de una revista mensual y de distribución gratuita para sus socios en la que se informa sobre resoluciones de la directiva, noticias, artículos de rememoración y algunas fotografías. Para los no socios y residentes de fuera de la ciudad existe la página web oficial con la versión digitalizada de la anterior revista y otros contenidos, siendo la primera institución deportiva de Lavalleja en contar con un sitio en la red.